# Maur de l'Enfant-Jésus
Maur de l'Enfant-Jésus (ca 1617-1690) est un carme français, propagateur de la Réforme de Touraine et représentant d'une mystique de l'anéantissement, dans la lignée de Jean de Saint-Samson.

## Biographie

### De hautes responsabilités
Jean Man (Le Man ou Le Mans) est né en 1617 ou 1618, à Château-du-Loir, près du Mans (France). On ne sait rien de sa famille, ni de sa jeunesse, ni de ses études. Il entre le 21 février 1633 au noviciat des carmes de Rennes, où il fera profession, le 22 février 1634, sous le nom de Maur de l'Enfant-Jésus. Il a pour compagnon d'études Marc de la Nativité de la Vierge, et pour formateur Bernard de Sainte-Magdeleine, disciple de Jean de Saint-Samson, maître spirituel de la Réforme de Touraine, qui avait pris naissance, en 1604, dans le couvent rennais. En 1647, Maur est désigné par le chapitre provincial de Poitiers pour assister Marc dans la rédaction d'un nouveau Directoire des novices. En 1648, il est envoyé à Bordeaux, afin d'assurer l'établissement de la réforme, introduite dans la province dite de Gascogne, depuis 1632. En 1650, il accompagne le commissaire général chargé de présider le chapitre de Gascogne, et se trouve nommé maître des novices à Bordeaux, où il deviendra également prieur à partir de 1651. En 1653, il est à son tour commissaire général et président du chapitre provincial, durant lequel il sera réélu prieur de Bordeaux. En 1655, il est choisi comme provincial par le commissaire général Mathias de Saint-Jean, en vue de ramener le calme dans une province agitée par ce que l'on a appelé l'affaire Cheron. En 1661 et en 1664 (année où il s'affilie à la province de Gascogne), Maur est nommé assistant du provincial, avant de devenir lui-même provincial en 1675, premier définiteur en 1682, et à nouveau provincial en 1685. Il décède à Bordeaux, le 19 avril 1690.

### De profondes difficultés
Maur a occupé une position-clé dans les milieux spirituels bordelais, mais aussi dans un réseau mystique qui reliait, dans la deuxième moitié du XVIIe siècle, Paris, Rennes et Loudun, où le Père Surin réalisait alors ses fameux exorcismes. Le carme a ainsi réalisé de nombreux voyages, devenant un directeur spirituel très recherché, en raison de sa prudence, de son discernement et de son esprit d'oraison. Tel est précisément le paradoxe : cet ami de la solitude, qui a fondé l'ermitage des Basses Loges à Fontainebleau (pour la province de Touraine) et résidé à partir de 1668 à l'ermitage de Lormont, s'est retrouvé au cœur des pénibles luttes juridiques qui agitaient la province de Gascogne. Non seulement plusieurs de ses élections ont été contestées (notamment en 1679 et 1685), mais il a dû faire face aux difficultés causées par la reconstruction de l'ermitage de Lormont entre 1663 et 1679, ainsi qu'aux litiges occasionnés, au milieu du siècle, par le retour imprévu de l'ex-provincial Jean Cheron, retenu deux ans captif aux Barbaresques. De plus, en la personne de ce dernier, Maur se trouvera confronté à la montée progressive d'un courant anti-mystique dans la France de son temps.

## Postérité
Maur semble n'avoir joué qu'un rôle secondaire dans la rédaction des quatre volumes qui composent le Traité de la Conduite spirituelle des novices. Son premier véritable ouvrage est donc la Théologie chrestienne ou mystique, qui sera ultérieurement englobée dans L'Entrée à la divine Sagesse. Celle-ci comprend encore quatre autres petits traités, intitulés Les trois portes du Palais de la divine Sapience, Montée spirituelle, Exposition des communications divines et Sanctuaire de la divine Sapience. À partir de l'édition de 1655, elle comportera, en outre des Réflexions sur la vie de Nostre Seigneur, auxquelles il faut ajouter, à partir de 1678, un Traité de la fidélité de l'âme à Dieu. Le type de spiritualité qu'illustrent ces ouvrages sera impitoyablement remis en question, dans une perspective rationaliste, par l'Examen de la théologie mystique (Paris, 1657) de Jean Cheron. Même s'il n'est pas directement visé, Maur laissera son ami Surin contre-attaquer dans sa Guide spirituelle (1660-1661), en même temps qu'il tiendra compte des critiques dans ses ouvrages suivants, dont l'élaboration paraît plus précise et plus directe. Le Royaume intérieur et Le Sacré Berceau seront cependant ses derniers livres publiés. Il avait laissé à Lormont deux exposés manuscrits, datés du 5 mai 1673 et intitulés Traité de la vie intérieure et mystique : ils seront édités dans la première moitié du XVIIIe siècle, par l'un des directeurs de Madame Guyon. Quant aux lettres retrouvées, vingt et une d'entre elles sont destinées à une femme mariée, et vingt-deux autres à une religieuse, ces dernières ayant été rédigées vraisemblablement entre 1680 et 1681.

## Spiritualité

### Une mystique expérientielle
Maur de l'Enfant-Jésus n'a pas développé une doctrine spirituelle systématique. Directeur expérimenté, il désire essentiellement aborder les questions concrètes de la vie intérieure, non pour décrire les épreuves qui jalonnent celle-ci, mais, au contraire, pour mettre en valeur le dynamisme fondamental qui anime les phases successives de transformation sur le chemin spirituel. D'ailleurs, il considère que la théologie mystique est « une théologie du cœur, beaucoup plus que de l'entendement, plus dans l'expérience que dans la science, presque toute de Dieu et très peu de la création ». Lui-même passe pour devenir assez confus lorsqu'il doit manier directement les concepts de la scolastique ou de la mystique rhéno-flamande. L'anthropologie de cette dernière, marquée par la possibilité de l'introversion (retour en soi-même), réside cependant au fondement de son propos. En effet, ce disciple de Jean de Saint-Samson ne veut exposer que la nécessité de l'anéantissement intérieur, tout en menant, dans la ligne des moralistes du Grand Siècle, une critique de l'amour-propre, censé faire obstacle à ce projet de mortification au sens plénier du terme.

### Un itinéraire baptismal
Selon Maur, la vie spirituelle évolue grâce à deux exercices : éradiquer la corruption générée par le péché et l'amour-propre, et tendre ainsi continuellement vers Dieu, de manière à reculer toujours plus profondément dans cet océan divin. Sur cet itinéraire, chacun progresse à son rythme. Cependant, une exigence commune demeure : renoncer à tout le créé. La vie chrétienne, en effet, trouve son modèle absolu dans l'anéantissement du Christ, cette kénose qui débute avec l'Incarnation (d'où la dévotion à l'Enfant-Jésus) et culmine avec l'événement pascal, auquel tout disciple est initié par le sacrement du baptême, fondement de la transformation surnaturelle et première entrée du Christ dans le royaume de l'âme. Il s'agit donc de renoncer aux choses extérieures, mais aussi à l'être et aux opérations de la personne, et enfin à Dieu lui-même dans ses communications. Fondamentalement, Maur voit dans le renoncement l'élément constitutif de la structure dynamique de tout le parcours mystique. En effet, à mesure que l'homme renonce, particulièrement à l'amour-propre (qui prétend se donner lui-même sa propre perfection), Dieu peut agir en lui comme principe premier. 

### Un anéantissement de l'amour-propre
Du côté de l'homme : abandon total, même de l'opération consciente de s'abandonner. Du côté de Dieu : discrétion extrême, de peur de réveiller l'attention de l'homme sur lui-même, car tant qu'il y a retour intéressé sur soi, la consommation de l'homme en Dieu n'est pas achevée. De là l'impression de vide total (désert, chaos, nuit) qui caractérise cet état de vie mourante, dans lequel l'homme n'a plus pour appui que la vertu divine qui l'attire au plus profond de lui, et exerce sur lui des opérations analogues à celles du feu, de manière à le rendre semblable à Dieu, autant que faire se peut. Reste cependant un ultime obstacle à la vie divine, à savoir, la répugnance naturelle que l'âme éprouve à s'abandonner intégralement à Dieu. En réalité, l'homme n'a pas le pouvoir de s'arracher à cette opposition, qui paraît faire partie de son identité. C'est pourquoi, à ce niveau, Dieu seul est capable d'agir : les facultés de l'âme ne sont pas supprimées mais suspendues, et l'esprit divin opère désormais par celui de l'homme transformé. Vient ainsi un moment où Dieu prend directement possession des puissances de l'âme et donne à cette dernière un témoignage très certain, qui, d'une certaine manière, scelle la consommation mystique. Pour définir cet accomplissement, Maur parle d'un état de résurrection.

### Une spiritualité du Grand Siècle
Entre les premiers et les derniers traités, on peut observer chez Maur une évolution : au départ, il considère simplement le Christ comme le modèle parfait d'une vie d'anéantissement, mais progressivement, il en vient à découvrir que le processus de la vie mystique consiste à intérioriser le Christ, vivant et agissant dans l'âme. Ce faisant, il aborde l'un des thèmes majeurs de l'École française de spiritualité : s'approprier les dispositions intérieures de Jésus-Christ; sans pour autant réussir jamais à intégrer parfaitement cet enseignement de Bérulle. En revanche, il répond à l'engouement suscité, vers 1670, dans les cercles dévots, par l'oraison dite de simple regard. Attaché à l'idée de faire abstraction de tout pour se concentrer sur la seule essence divine, il va privilégier ce type d'oraison, qui combine les aspects actif et passif, au point de lui faire rapidement prendre le pas sur la doctrine des aspirations, chère à Jean de Saint-Samson. Cela suffit-il à faire de Maur un pionnier du quiétisme ? Les milieux quiétistes de la fin du XVIIe siècle se sont en effet réclamés de lui, ainsi que de Jean de Saint-Samson et de Jean de la Croix. Cependant, aucun texte ne va dans ce sens : bien au contraire, l'auteur souligne que, même dans les plus hauts états de perfection, l'âme n'est jamais oiseuse, son seul repos consistant à attendre les communications divines, en vue d'opérer ensuite plus divinement avec elles.

### Œuvres
- Traité de la Conduite spirituelle des novices, pour les couvens Réformés de l'ordre de Nostre Dame du Mont-carmel, Paris, 1650-1651.
- Théologie chrestienne et mystique, ou conduite spirituelle pour arriver bientost au souverain degré de la perfection, Bordeaux 1651.
- L'entrée à la divine Sagesse, Bordeaux, 1652; Paris, 1655, 1661, 1678, 1692; Soignies, 1921, 1933. Traductions en néerlandais : Gand, 1679, 1698; Anvers, 1706.
- Le Royaume intérieur de Jésus-Christ dans les âmes, Paris, 1664.
- Le Sacré Berceau de l'Enfant Jésus, ou les entretiens spirituels sur tous les mystères de l'Enfance de Notre Seigneur Jésus-Christ, Paris, 1682.
- Traité de la vie intérieure et mystique, in M. Bertot, Le directeur mystique, tome IV, Cologne, 1726.
- Vingt et une lettres à une femme mariée.
- Vingt-deux lettres à une religieuse, publiées par Michel de Certeau dans la Revue d'Ascétique et Mystique, tome XXXV, 1959, p. 289-303.
- Maure de l'Enfant Jésus et Dominique Tronc (dir.), Écrits de la maturité (1664-1689) : Édition critique, Toulouse, Éditions du Carmel, coll. « Sources mystiques », 2007, 344 p. (ISBN 978-2-84713-061-4, lire en ligne).

### Études
- Hein Blommestijn, « Maur de l'Enfant-Jésus », Dictionnaire de spiritualité ascétique et mystique, Paris, Beauchesne, t. X,‎ 1980, p. 826-831 (lire en ligne).